# 打草驚蛇
打草惊蛇是兵法三十六计的第十三计。
原文为：「疑以叩实，察而后动；复者，阴以媒也。」（有怀疑就要侦探确实，待情况完全掌握再行动。反复侦察，是发现暗藏敌人的条件。）

## 按语
知己知彼，百战不殆，草率进军，极易中计。

## 典故
唐代当涂县令王鲁，贪婪爱财。一日老百姓联名举状告发他的一个手下受贿。他看了状子后，十分惊骇，不由自主地在旁边批了八个字：“汝虽打草，我已惊蛇”。意思是：你们虽然告发我的手下，但已经吓着我了。